# Toxicoscordion fremontii
Toxicoscordion fremontii är en nysrotsväxtart som först beskrevs av John Torrey, och fick sitt nu gällande namn av Per Axel Rydberg. Toxicoscordion fremontii ingår i släktet Toxicoscordion och familjen nysrotsväxter. Inga underarter finns listade.

## Bildgalleri

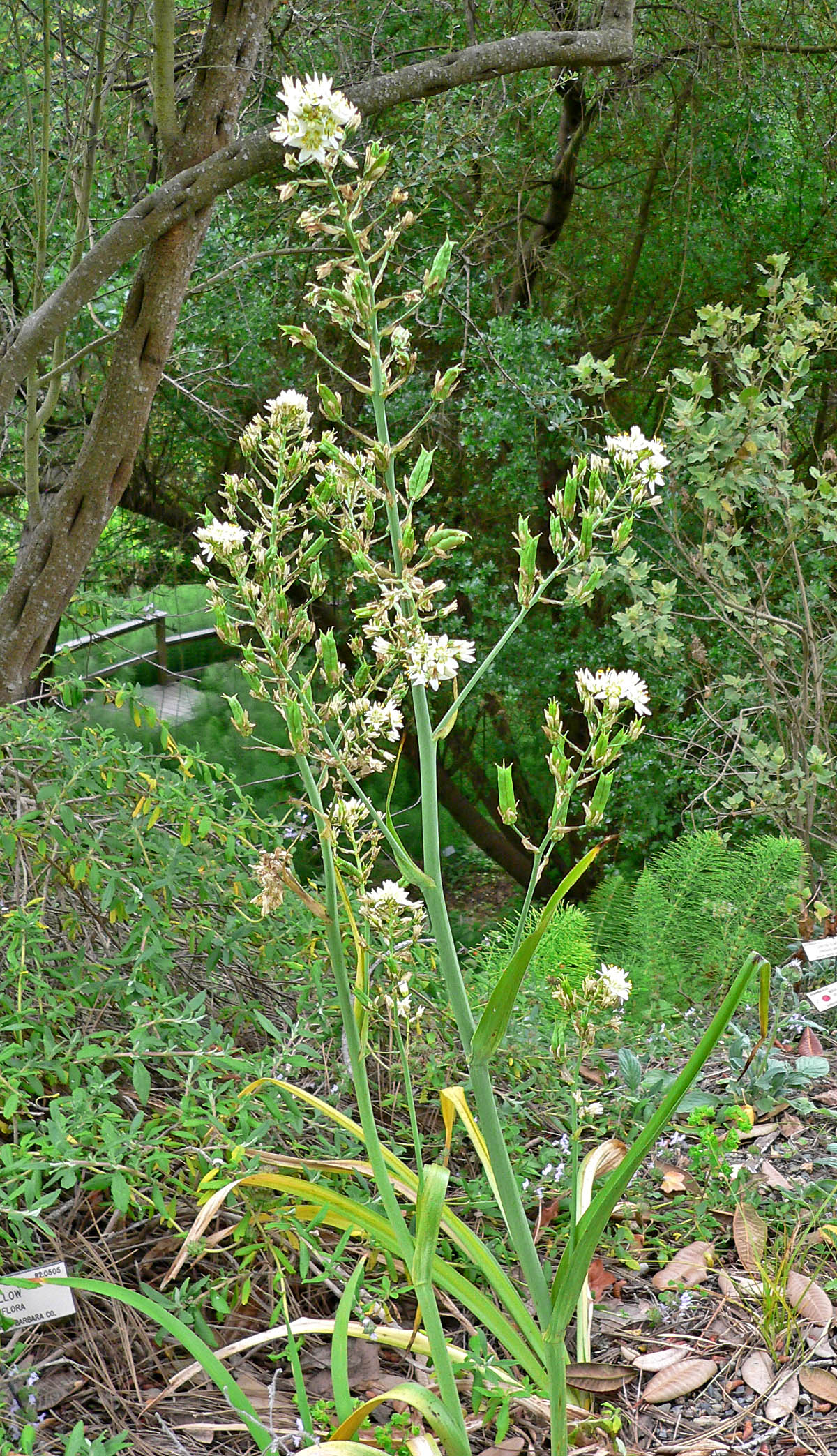
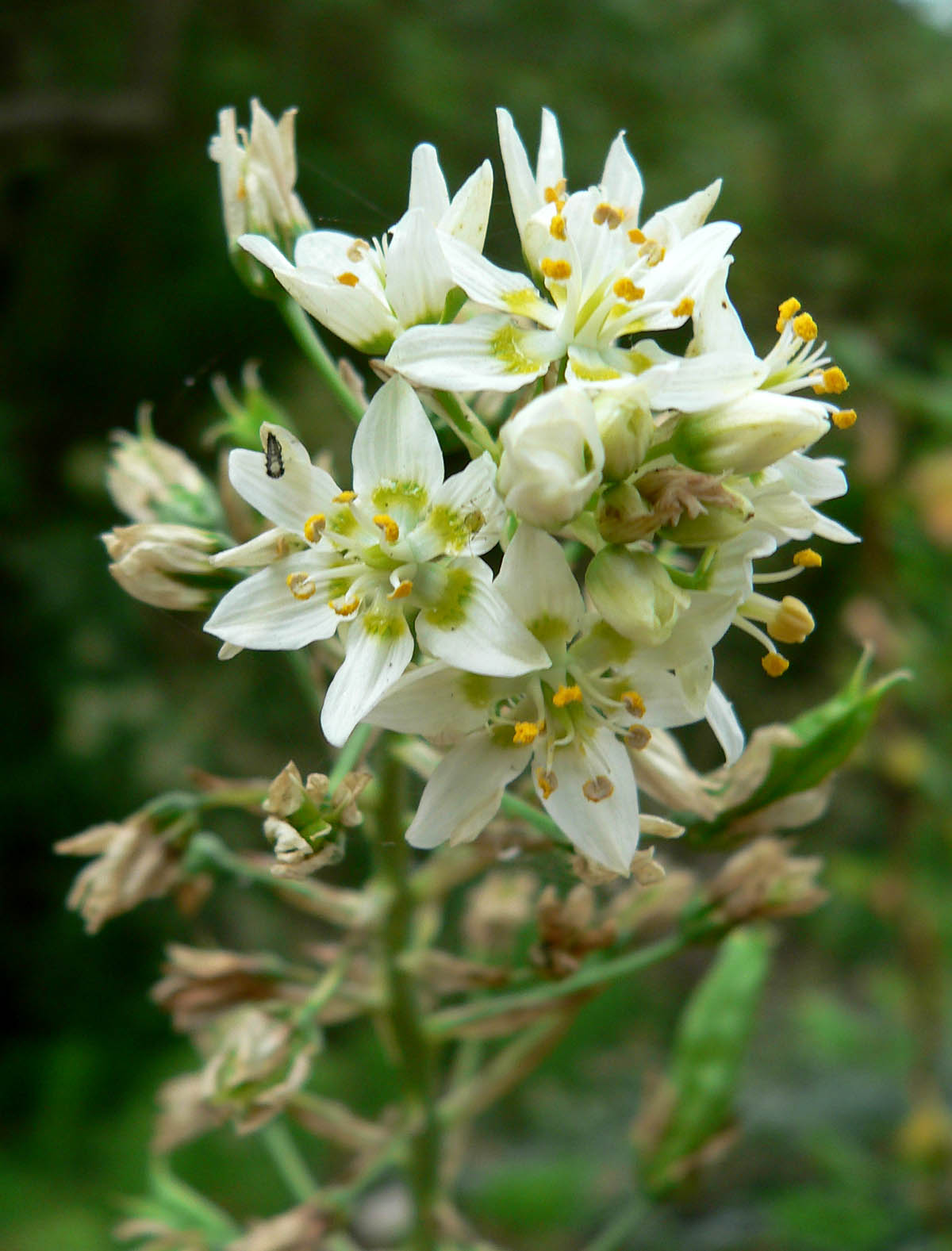